# Flint Castle
Flint Castle (walisisk: Castell y Fflint) er ruinerne af en middelalderborg i byen Flint i Flintshire i Wales. Den var den første af en serie borge, som Edvard 1. opførte forbindelse med erobringen af Wales.
Stedet blev valgt på grund af dets strategiske placering i North East Wales. Borgen lå kun én dags march fra Chester, og den kunne forsynes via floden Dee. Der var ligeledes et vadested til England, der kunne bruges ved lavvande.
Opførelsen begyndte i 1277 under Richard L'Engenour, der senere blev borgmester i Chester. Jordvoldene blev bygget af omkring 1.800 arbejdere og stenhuggere, der brugte lokale kvadersten og sandsten. James af Saint George fik opgaven "ad ordiandum opera castorum ibidem" at styre arbejdet med borgen sammesteds("Stenhugger med design, teknisk styring og ledelse af arbejder i Wales" - inklusive Flint) i april 1278. I november 1280 begyndte han at styre konstruktionen direkte og det meget langsommelige arbejde begyndte at gå hurtigere. Han blev ved byggeriet i 17 måneder, hvorefter han flyttede til Rhuddlan for at styre færdiggørelsen af dette projekt.
Flint Castle har været åben for offentligheden i 90 år og drives af Cadw, der på vegne af Nationalforsamlingen står for at beskytte, vedligeholde og drive historiske bygninger i Wales. Adgangen til ruinen er gratis, og de fleste dele som keepet er åben for publikum.
I midten af august 2009 lukkede borgen som følge af antisocialt adfærd, hvor unge mennesker drak og udøvede hærværk på borgen.